# محسن محسنی‌نسب
محسن محسنی‌نسب (زاده ۱۱ خرداد ۱۳۳۸ در ساوه)، کارگردان و فیلم‌نامه‌نویس و تهیه‌کننده ایرانی است. وی فارغ‌التحصیل رشته کارگردانی انیمیشن از دانشکده صدا و سیما است که فعالیت در سینما را از سال ۱۳۵۳ در واحد فیلم‌سازی کانون پرورش فکری کودکان و نوجوانان آغاز کرده‌است.

## کارگردان
- شاخ کرگدن (۱۳۹۵)
- مجانی (۱۳۹۳)
- شانه دوست (۱۳۹۰)
- کریستال (۱۳۸۷)
- مشت بر پوست (موشو) (۱۳۸۱)
- شیرهای جوان (۱۳۷۸)
- یاس‌های وحشی (۱۳۷۶)
- یورش (۱۳۷۶)
- آخرین مرحله (۱۳۷۴)
- سپیدیال (۱۳۷۲)
- باز باران (۱۳۷۱)

## نویسنده
- شاخ کرگدن (۱۳۹۵)
- شانه دوست (۱۳۹۰)
- کریستال (۱۳۸۷)
- شیرهای جوان (۱۳۷۸)
- یاس‌های وحشی (۱۳۷۶)
- یورش (۱۳۷۶)
- آخرین مرحله (۱۳۷۴)
- سپیدیال (۱۳۷۲)
- باز باران (۱۳۷۱)

## تهیه‌کننده
- شاخ کرگدن (۱۳۹۵)
- لامپ صد (۱۳۹۲)
- شانه دوست (۱۳۹۰)
- کریستال (۱۳۸۷)

## جشنواره‌ها
- لوح تقدیر و جایزه ویژه هیئت داوران بهترین فیلم‌نامه برای فیلم آخرین مرحله - جشنواره دفاع مقدس ـ دوره ششم
- جایزه ویژه هیئت داوران ارائه مضمونی نو و ایده‌ای جدید برای فیلم آخرین مرحله - جشنواره دفاع مقدس ـ دوره ششم
- فیلم برگزیده مشت بر پوست - جشنواره فیلم‌های کودکان و نوجوانان ـ دوره نوزدهم